# Porto (Corsica)
Porto è una frazione ed una località costiera del comune di Ota, nel dipartimento della Corsica del Sud.

## Geografia
Porto si trova nel fondovalle costiero del fiume omonimo, a quasi un chilometro dalla sua foce. Quest'ultima ospita il porto peschereccio ma anche diverse imbarcazioni, alcune destinate alle escursioni stagionali verso i Calanchi di Piana e Capu Rossu a sud del Golfo di Porto, e verso Girolata e la riserva naturale di Scandola a nord, e altre utilizzate per attività subacquee.
Ad est della torre quadrata genovese si è sviluppato un complesso turistico composto da alberghi, ristoranti e negozi. A sud della torre si trova un'ampia spiaggia di ciottoli.

### Economia
L'economia di Porto si basa principalmente sul turismo. Ci sono una quarantina di stabilimenti alberghieri. In bassa stagione molti gruppi frequentano il sito. Ma permangono anche alcune attività del settore primario (allevamento del bestiame).
A Porto è presente un ufficio turistico.

### Monumenti e luoghi di interesse

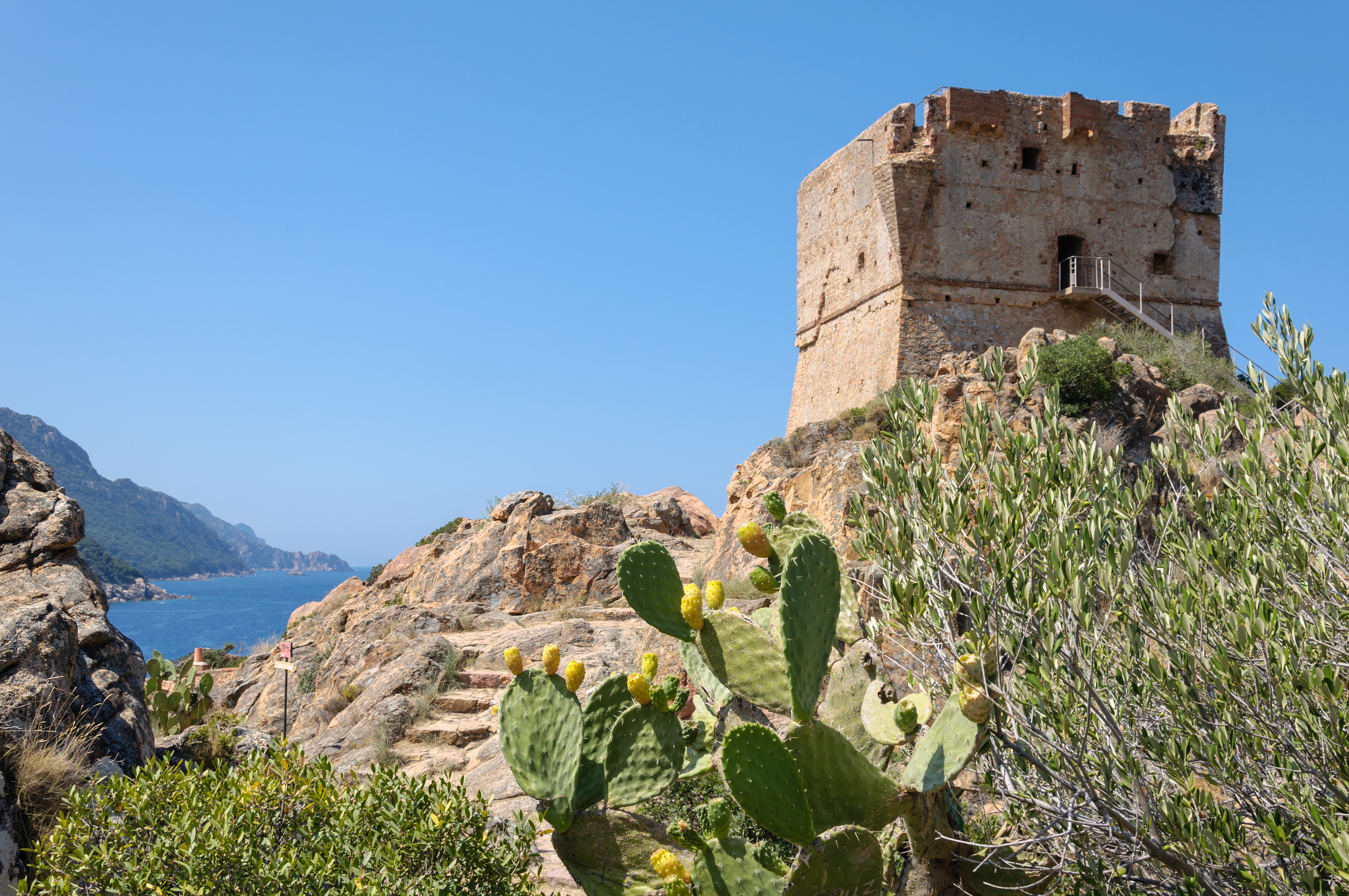
Torre genovese

- Torre genovese – Si trova a 45 metri di altitudine su una roccia che domina la foce di Porto. Questo edificio fortificato del XVI secolo, di proprietà del dipartimento della Corsica del Sud, è protetto ed è classificato Monumento Storico con decreto del 22 giugno 1946. Al suo interno ospita pannelli didattici sulla storia della Corsica fino al XVI secolo.
- Museo dell'erica